# Запорожская областная государственная администрация
Запорожская областная государственная администрация (укр. Запорізька обласна державна адміністрація) — областная государственная администрация (ОГА) Запорожской области является местным органом исполнительной власти и входит в систему органов исполнительной власти.
В пределах своих полномочий осуществляет исполнительную власть на территории соответствующей административно-территориальной единицы, а также реализует полномочия, делегированные ей соответствующим Советом.
Состав Запорожской областной государственной администрации формирует её глава, который назначается на должность и снимается с должности Президентом Украины по представлению Кабинета министров Украины. Глава Запорожской областной государственной администрации при осуществлении своих полномочий ответственен перед Президентом Украины и Кабинетом Министров Украины, подотчетен и подконтролен органам исполнительной власти высшего уровня.
Облгосадминистрация находится по адресу: г. Запорожье, пр. Соборный, 164

## Главы
- Похвальский, Вячеслав Владимирович — 7 июля 1995 — 9 апреля 1998
- Куратченко, Владимир Александрович — 9 апреля 1998 — 14 января 1999
- Карташов, Евгений Григорьевич — 27 января 1999 — 23 ноября 1999
- Куратченко, Владимир Александрович — 2 декабря 1999 — 14 июня 2000
- Кучеренко, Алексей Юрьевич — 14 июня 2000 — 19 марта 2001
- Сазонов, Сергей Васильевич — и. о. — 19 марта 2001 — 26 марта 2001
- Карташов, Евгений Григорьевич — 26 марта 2001 — 29 июля 2003
- Березовский, Владимир Петрович — 29 июля 2003 — 18 января 2005
- Артеменко, Юрий Анатольевич — 4 февраля 2005 — 8 ноября 2005
- Головко, Анатолий Иванович — и. о. — 8 ноября 2005 — 8 декабря 2005
- Червоненко, Евгений Альфредович — 8 декабря 2005 — 24 декабря 2007
- Черкаска, Валерий Владимирович — в. и. о. — 24 декабря 2007 — 30 мая 2008
- Старух, Александр Васильевич — в. и. о. — 30 мая 2008 — 25 сентября 2008
- Старух, Александр Васильевич — 25 сентября 2008 — 18 марта 2010
- Петров, Борис Федорович — 18 марта 2010 — 2 ноября 2011
- Пеклушенко, Александр Николаевич — 3 ноября 2011 — 3 марта 2014[2]
- Баранов, Валерий Алексеевич — 3 марта 2014[3] — 29 октября 2014[4]
- Резниченко, Валентин Михайлович — 20 февраля 2015 — 26 марта 2015[5]
- Самардак, Григорий Викторович — 6 апреля 2015[6] — 18 декабря 2015[7]
- Брыль, Константин Иванович — 22 апреля 2016[8] — 11 июня 2019[9]
- Слепян, Элла Валерьевна — в. и. о. — 11 июня 2019[10] — 5 сентября 2019[11]
- Туринок, Виталий Викторович — 5 сентября 2019[12] — 11 июня 2020[13]
- Боговин, Виталий Викторович — 11 июня 2020[14] — 18 декабря 2020[15]
- Старух, Александр Васильевич — 18 декабря 2020[16] — 24 января 2023[17]
- Малашко, Юрий Анатольевич — с 7 февраля 2023[18] — 2 февраля 2024[19]
- Фёдоров, Иван Сергеевич — с 2 февраля 2024[20]

## Структурные подразделения облгосадминистрации
- Департамент экологии и природных ресурсов
- Департамент экономического развития и торговли
- Департамент агропромышленного развития
- Департамент промышленности и развития инфраструктуры
- Департамент по вопросам гражданской защиты населения
- Департамент финансов
- Департамент здравоохранения
- Департамент образования и науки, молодежи и спорта
- Департамент жилищно-коммунального хозяйства и строительства
- Департамент социальной защиты населения
- Управление градостроительства и архитектуры облгосадминистрации
- Управление капитального строительства
- Департамент культуры, туризма, национальностей и религий
- Управление по вопросам внутренней политики и связей с общественностью
- Управление внешних отношений и ВЭД
- Управление по делам прессы и информации
- Служба по делам детей
- Государственный архив области

## Подотчётные райгосадминистрации
- Акимовская районная государственная администрация
- Бердянская районная государственная администрация
- Васильевская районная государственная администрация
- Великобелозерская районная государственная администрация
- Веселовская районная государственная администрация
- Вольнянская районная государственная администрация
- Гуляйпольская районная государственная администрация
- Запорожская районная государственная администрация
- Каменко-Днепровская районная государственная администрация
- Куйбышевская районная государственная администрация
- Мелитопольская районная государственная администрация
- Михайловская районная государственная администрация
- Новониколаевская районная государственная администрация
- Ореховская районная государственная администрация
- Пологовская районная государственная администрация
- Приазовская районная государственная администрация
- Приморская районная государственная администрация
- Розовская районная государственная администрация
- Токмакская районная государственная администрация
- Черниговская районная государственная администрация

## Здание, трагедия на строительстве
Строительство началось в 1971 году. Обком, облисполком и облсовет переехали в здание в марте 1977 года. На строительстве 6 октября 1975 года из-за спешки произошло обрушение строительных лесов. Погибла мозаичница Анна Рудакова, 42 человека получили различные травмы, 38 из них были госпитализированы, 12 человек находились в тяжёлом состоянии. Трагедия замалчивалась, о ней не сообщали советские СМИ.